# گمینا ستژلین
گمینا ستژلین (به لهستانی:  Gmina Strzelin) یک گمینا در لهستان است که در شهرستان ستژلین واقع شده‌است. گمینا ستژلین ۱۷۱٫۶۹ کیلومتر مربع مساحت و ۲۱٬۶۵۶ نفر جمعیت دارد.

## خواهرخوانده
شهر تروتنو خواهرخواندهٔ گمینا ستژلین هست.